# بروس کاکبرن
بروس کاکبرن (انگلیسی: Bruce Cockburn؛ زادهٔ ۲۷ مهٔ ۱۹۴۵) موسیقی‌دان اهل کانادا است که از سال ۱۹۶۷ میلادی تاکنون مشغول فعالیت بوده‌است. او ۳۳ آلبوم و بیش از ۳۰۰ ترانه منتشر کرده و تنها در کانادا بیش از یک میلیون آلبوم فروخته‌است. ترانهٔ «اگر من یک موشک‌انداز داشتم» از آثار اوست.